# Scarlett Point
Der Scarlett Point ist eine Landspitze an der Südküste von Montagu Island im Archipel der Südlichen Sandwichinseln. Sie bildet die Westseite der Phyllis Bay.
Wissenschaftler der britischen Discovery Investigations kartierten die Landspitze im Jahr 1930 und benannten sie nach E. W. A. Scarlett, Buchhalter des Expeditionskomitees.